# Вото (Кантабрія)
Вото (ісп. Voto) — муніципалітет в Іспанії, у складі автономної спільноти Кантабрія. Населення — 2664 осіб (2009).
Муніципалітет розташований на відстані близько 330 км на північ від Мадрида, 27 км на південний схід від Сантандера.
На території муніципалітету розташовані такі населені пункти: Бадамес (адміністративний центр), Буерас, Караса, Льянес, Натес, Падьєрніга, Рада, Сан-Бартоломе-де-лос-Монтес, Сан-Мамес-де-Арас, Сан-Мігель-де-Арас, Сан-Панталеон-де-Арас, Секадура.

## Демографія
Динаміка населення (INE ):

## Галерея зображень

Розташування муніципалітету